# 1999 في الصين
فيما يلي قوائم الأحداث التي وقعت خلال عام 1999 في الصين.

## أحداث
- 7 مايو – القصف الأمريكي على السفارة الصينية في بلغراد

## ظهور
- 11 فبراير – كيو كيو

## أفلام
من الأفلام التي صدرت هذه السنة في الصين:
- 18 سبتمبر – ساعة الذروة من إخراج بريت راتنر.